# Сотское (Тверская область)
Со́тское — деревня в Кимрском районе Тверской области России.
Входит в состав Печетовского сельского поселения.

## География и транспорт
Деревня Сотское по автодорогам расположена в 33 км к северо-западу от города Кимры, в 41 км от железнодорожной станции Савёлово, и в 171 км от МКАД.
Деревня находится рядом с рекой Большая Пудица и окружена массивом мелколиственных и хвойных лесов. Почва в деревне в большинстве своём относится к супесям, во многих местах присутствуют значительные залежи торфа. К северо-востоку от деревни находится Битюковское болото.
Ближайшие населённые пункты — деревни Володарское, Паскино, Завидово и Лукьяново.

## История

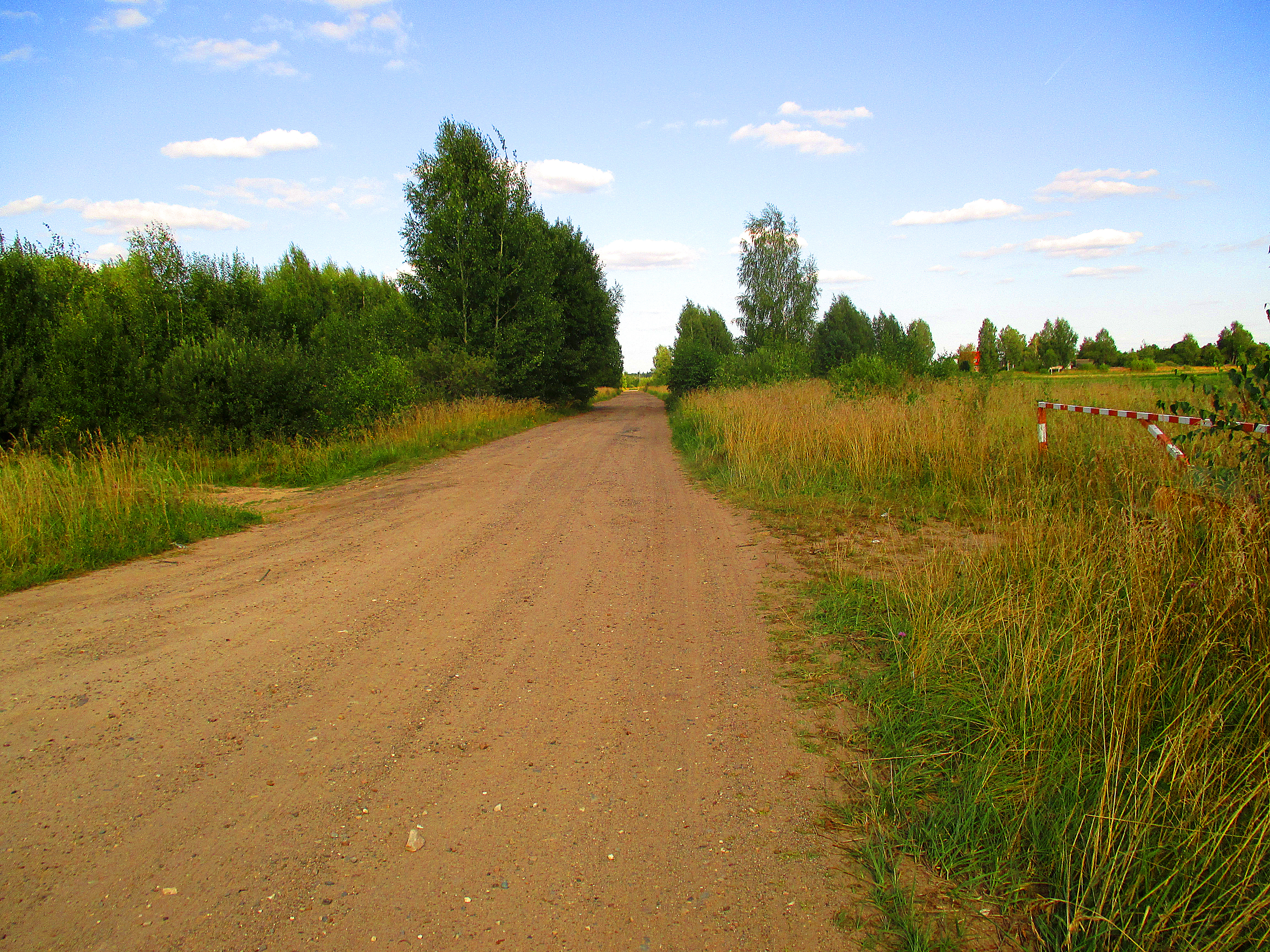
Грунтовая дорога к деревне Сотское

Деревня Сотское впервые появляется на карте Тверской губернии А. Менде 1853 г. При сопоставлении данной карты с современными картами, можно сделать вывод, что близлежащая территория к деревне Сотское мало изменилась со времён 1853 г.
Рядом с деревней Сотское проходит дорога, которая в середине XVII века использовалась как торговая дорога из Кашина в Тверь и относилась к Задубровскому стану Кашинского уезда. Современная дорога рядом с деревней ведёт к деревням Неклюдово и Устиново.
Во второй половине XIX — начале XX века деревня Сотское входила в Паскинскую волость Корчевского уезда Тверской губернии.
В 1929 г. деревня Сотское вошла в состав новообразованного Кимрского района, который, в свою очередь, вошёл в состав Московской области.
В 1935 г. деревня вошла в состав новообразованной Калининской области.
С начала 90-х гг. деревня была в составе Паскинского сельского округа (ликвидирован в 2006 г.).
В 2006 г. деревня Сотское вошла в состав новообразованного Печетовского сельского поселения.
В 2018 г. в деревне Паскино, находящейся в 3 км от деревни Сотское, имеется продуктовый магазин и отделение связи.
Ближайший банкомат и отделение Сбербанка находятся в городе Кимры.

## Население
| 1859 | 2002 | 2010 |
| ---- | ---- | ---- |
| 178  | ↘9   | ↘7   |

## Достопримечательности
- река Большая Пудица и близлежащие леса пользуются большой популярностью у рыболовов и охотников.